# Юрій (протока)
Юрій (Юрі; рос. Юрий, яп. 勇留水道, кириліз.: Юрі-суйдо) — протока в Малій гряді Курильських островів, в акваторії островів Хабомай. Розділяє острови Юрі та Анучина. Ширина близько 2 км. Протока звужується рифами, які виступають від обох островів. Найменша ширина протоки між ізобатами 20 м рівна 925 м. Глибини посередині 24—48 м. Русифікована сучасна назва з'явилась від айнського «Юрі».
Протока, як і острови Хабомай, є предметом територіального спору Японії та Росії. Японія її відносить до акваторії округу  Немуро префектури Хоккайдо; Росія — до Южно-Курильського міського округу Сахалінської області.